# Rußheimer Altrhein-Elisabethenwört
Das Naturschutzgebiet Rußheimer Altrhein-Elisabethenwört liegt auf dem Gebiet der Stadt Philippsburg und der Gemeinde Dettenheim im Landkreis Karlsruhe in Baden-Württemberg.
Das Gebiet erstreckt sich unweit östlich des Rheins südöstlich der Kernstadt Germersheim und nordwestlich von Rußheim, einem Ortsteil von Dettenheim. Nordöstlich verläuft die B 35.

## Bedeutung
Für Dettenheim und Philippsburg ist seit dem 29. Juni 1982 ein 538,0 ha großes Gebiet unter der Kenn-Nummer 2.058 als Naturschutzgebiet ausgewiesen. Es handelt sich um ein typisches Rheinauegebiet der Mäanderzone mit offenen Wasserflächen und Verlandungsbereichen, Weich- und Hartholzauenwäldern, Wasserpflanzen- und Röhrichtgesellschaften, mit einer reichen Vogelwelt und einem Schonwald.